# استان فورموسا
 استان فورموزا ، یکی از استان‌های ۲۳ گانه آرژانتین، واقع در شمال شرق کشور می‌باشد که از غرب و جنوب با استان‌های سالتا و چاکو و از شمال شرق با آسونسیون پاراگوئه مرز مشترک دارد.

## مشخصات
- مرکز: فورموزا
- مساحت: ۷۲۰۶۶ کیلومترمربع
- جمعیت: ۴۸۶۵۵۹ (تا ۲۰۰۱)
- فرماندار: خیلدو اینسفران

## تاریخچه
پیش از ورود اسپانیایی‌ها به آمریکای جنوبی، استان فورموزا زیستگاه بومیان (پیلاگاس، توباس، ویچیس) بود. زبان این بومیان هنوز در فورموزا تکلم می‌شود.
دیه گو گارسیا و سباستین گابوتو درقرن ۱۶ که در پی راهی از حاکم‌نشین پرو به آسونسیون بودند نخستین کسانی بودند که به منطقه رسیدند. نخستین اقامتگاه اروپایی‌ها، کونسپسیون دل برمه خو بود که در سال ۱۵۸۵ برپا شد. به دنبال استقلال آرژانتین و پاراگوئه در دهه ۱۸۱۰، فورموزا بین این دو کشور مورد مناقشه بود. پس از جنگ اتفاق مثلث (۱۸۶۵ تا ۱۸۷۰) منطقه به آرژانتین پیوست.
فورموزا در سال ۱۹۱۴ کمتراز ۲۰ هزار نفر جمعیت داشت اما پس از اینکه در سال ۱۹۵۵ و به حکم رئیس‌جمهور وقت، خوان دومینگو پرون، استقلال خود را به عنوان استان به دست آورد، جمیتش به ۱۵۰ هزار نفر رسید. پس از کشتار آمریندیان‌ها (بومیان چادرنشین) توسط سفیدپوستان در سال ۱۹۴۷، خوان پرون دست به اصلاحات ارضی زد اما این اقدام تنها تا سال ۱۹۵۵، زمان سقوطش، برپا بود.
دانشگاه ملی فورموزا نیز در سال ۱۹۸۸ تأسیس شد.

## جغرافیا و اقلیم

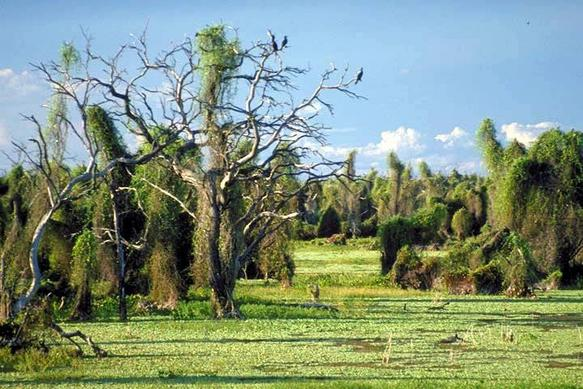
مرتبط

زمین‌های هموار استان با شیب کمی به جنوب شرق بین رودهای برمه خو و پیلکومایو قرار دارد. بستر رودها به سبب این همواری‌ها، متغیر است.
دمای هوا به‌طور متوسط ۲۱ درجه می‌باشد که در تابستان به ۴۵ درجه نیز می‌رسد.
فورموسا استانی با آب و هوایی نیمه گرمسیری است طوری‌که بارش سالانه آن خاصه در شرق ۱۰۰۰ میلی‌متر است. اختلاف رطوبت نیز از پوشش گیاهی جنگلی از یک سو و جنگل چاکنیو از سوی دیگر ناشی می‌شود. مرز فورموزا با استان سالتا غیرقابل عبور است.
از مناطق حفاظت شده منطقه می‌توان پارک ملی ریوپیلکومایو و ذخیره آبی فورموزا را نام برد.

## اقتصاد
استان فورموزا به سبب جغرافیا و اقلیم سخت و خشن از فقیرترین ایالات آرژانتین به‌شمار می‌رود (دومین استان کم توسعه) به‌طوری‌که تولید ناخالص داخلی آن در سال ۲۰۰۶، برابر ۱/۲ میلیارد و درآمد سرانه آن ۴۲۸۰ دلاربوده‌است.
تکیه گاه اقتصادی استان بخش کشاورزی (۱۰ درصد اقتصاد استان) و فعالیت‌های چون پرورش دام (۵/۱ میلیون راس) و تولید پنبه (۱۰ هزار تن در سال)، میوه، سویا (۲۵ هزار تن در سال)، ذرت (۵۵ هزار تن در سال)، موز (۷۰ هزار تن در سال) و مرکبات می‌باشد.
از سایر فعالیت درآمدزای فورموزا، تولید عسل، تیرچوبی و صنایع نساجی (چرم و پنبه) است.
در بخش خدمات، جهانگردی دارای زیرساخت ضعیفی می‌باشد. با این حال جاذبه‌های توریستی استان عبارتند از:
پارک ملی ریوپیلکومایو
تالاب یما
شهر ارادورا

## تقسیمان سیاسی
استان به ۹ بخش (دپارتمان) تقسیم می‌شود.
۱ – بخش برمه خو
۲ – بخش فورموزا
۳ – بخش لائیشی
۴ – بخش ماتاکوس
۵ – بخش پیلاگاس
۶ – بخش پیلکومایو
۷ – بخش پیرانه
۸ – بخش رامون لیستا
۹ – بخش پاتینیو

## نکات جالب در مورد فورموزا
- واژه فورموزا در اسپانیایی کهن به معنای زیبا است. ملوانان اسپانیایی که در پی سرزمین افسانه‌ای سیرا دل پلاتا بودند این صفت را به منطقه‌ای که کنار پیچ رود پاراگوئه‌است دادند.
- گراهام گرین در یکی از آثارش به فورموزا اشاره کرده‌است.
- نام دیگر فورموزا، تایوان است که بدین ترتیب دو منطقه با نام‌های فورموزا و تایوان شناخته شده‌است.